# Kloster Himmelstädt
Die Zisterzienserabtei Himmelstädt (Lateinisch Locus caeli) befand sich zehn Kilometer nordwestlich von Landsberg an der Warthe (Gorzów Wielkopolski).

## Geschichte
Der brandenburgische Markgraf Otto IV. überließ im Jahre 1300 dem Zisterzienserkloster Kolbatz große Ländereien um Landsberg, um in der Nähe von Crevetsdorp (Krebsdorf) ein Tochterkloster errichten zu lassen. Die Gründung erfolgte jedoch nur schleppend. 1314 sind die ersten Mönche in Krebsdorf nachweisbar, und 1328 war das Kloster noch immer im Bau befindlich. Im Jahre 1351 waltete neben den Mönchen auch ein Hofmeister seines Amtes.
Der Bau war 1376 offenbar so weit fortgeschritten, dass das damalige Hemestede einen Abt erhielt. Seit 1418 bestand auch ein Konvent.
Das Bestehen des Klosters war nicht von langer Dauer. Im Zuge der Reformation wurde es 1539 aufgelöst, und die zum Kloster gehörigen 68 Dörfer wurden im kurfürstlichen Amt Himmelstädt zusammengefasst.
Im Dreißigjährigen Krieg wurde das Amt verwüstet und die Dörfer verödeten. Erst die seit 1722 vorgesehene, aber erst ab 1765 begonnene Melioration des Warthebruches belebte die Gegend wieder. Im Bruch entstanden neue Siedlungen.
Die Napoleonischen Kriege bewirkten auch die Auflösung des Amtes Himmelstädt, dessen Orte ab 1818 überwiegend dem neu gebildeten Landkreis Landsberg (Warthe) zugeordnet wurden.
Im Jahre 1872 zerstörte ein Großfeuer das Dorf und die Klostergebäude in Himmelstädt. Es erfolgte kein Wiederaufbau der Klosteranlagen, da für die Gebäude keine Verwendungsbedarf mehr bestand. Auch die Ruinen der gotischen Backsteinkirche wurden geschleift.
Bei der Ortschaft Himmelstädt (Mironice), die heute Teil der Landgemeinde Kłodawa (Kladow) im Powiat Gorzowski (Landkreis Landsberg) ist, weisen heute lediglich noch Ziegeltrümmer auf den Standort des einstigen Zisterzienserklosters hin.